# Палац студентів ХПІ
Палац студентів НТУ «ХПІ» — палац студентів Національного технічного університету «Харківський політехнічний інститут» і будівля, що належить до студентського містечка НТУ «ХПІ» «Гігант». В палаці проводяться основні офіційні заходи й великі концерти, організовані вишем (ХПІ). Палац містить зал для глядачів на 1200 місць, камерний зал на 100 місць, лекційний зал на 100 місць, виставковий зал площею 560 квадратних метрів, танцювальний зал площею 560 квадратних метрів та інші необхідні приміщення.

## Історія
Будівля була побудована в 1913 році як адміністративний корпус Єпархіального жіночого училища, за проєктом останнього харківського єпархіального архітектора В. М. Покровського. Спочатку цей корпус містив актовий зал і трапезну училища.
В 1931 році адміністративний корпус Єпархіального училища, аналогічно іншим його корпусам, був переобладнаний в корпус гуртожитку ХПІ й включений до складу його основного студентського містечка, яке вже тоді отримало назву «Гігант».
Під час німецько-радянської війни будівля була сильно зруйнована і на час втратила свою функціональність.
В 1963 році з ініціативи студентського активу ХПІ колишній адміністративний корпус Єпархіального училища був перебудований в Палац Студентів (арх. Комірной В. К.). Задум був запозичений, головним чином, у Палацу Студентів Дніпропетровського Університету, побудованого у свій час з аналогічним призначенням — під час масових заходів вишу вміщати в себе більше глядачів, ніж поміщалося і в найбільших навчальних аудиторіях вишів, і в традиційних актових залах вишів.

## Колективи Палацу Студентів ХПІ
На базі Палацу Студентів містяться 23 творчих колективи, в яких беруть участь понад 900 студентів і аспірантів НТУ «ХПІ».
П'ять з цих колективів отримали звання «Народний художній колектив України»:
- Народний художній колектив Камерний хор ім. А. Петросяна (керівник — Фелікс Сокіл)

- Аматорський колектив профспілок України ансамбль скрипалів «Експромт» (керівник — Наталія Чистякова)

- Аматорський колектив профспілок України камерний оркестр «Крещендо» (керівник — Наталія Чистякова)

- Вокал-шоу бенд «Сузір'я» (керівник — Олена Апаріна)

- Школа сучасного бального та спортивного танцю «Тріумф» (тренер-педагог — Ірина Балагула, Денис Паукштелло)[3]

Інші колективи Палацу:
- Центр Art-International «Єдність» (керівник — Галина Волченко)

- Ансамбль баяністів-акордеоністів «Поліфонія» (керівник Віталій Кириченко)

- Естрадний колектив «Ele Funk» (керівник — Дмитро Синіцин)

- Фолк-денс «Катюша» (керівник Катерина Смірнова)

- Вокальна група «Мій проект» (керівник Андрій Апарін, хореограф Юлія Царьова)

- Інструментальний фолкбенд «Отакої» (керівник — Петро Смирнов)

- Ансамбль ірландського танцю «Юнікорн» (керівники — Аліна Солоницька, Анастасія Міщенко)

- Клуб акробатичного рок-н-ролу «Сенат» (керівники — Сергій Ляшенко та Наталія Проскуріна)

- Театр естрадного танцю «Геліос» (керівник — Анжеліка Волга)

- Театр «Політехнік» (керівник — Олена Вартанян)

- Драматичний театр «Кедр» (керівник — Володимир Міхєєв)

- Молодіжний театр гумору «Абзац» (керівник — Олександр Іванов)

- Кіностудія «ХПІ-фільм» (керівник — Ірина Фаустова)

- Циркова студія «Бенефіс» (керівник — Леонід Калашников)

- Джаз-бенд «SM» (керівник — Георгій Зуб)

- Студія східного танцю «далійя денс» (керівник — Оксана Луценко)

- Ансамбль бального танцю «Ніка» (керівник — Тетяна Горожанкіна)

- Акторська школа (керівники — Наталія Холодова, Інга Білих)

Зараз діяльність більшості колективів Палацу студентів виходить далеко за рамки студентського життя ХПІ, вони регулярно беруть участь у різних конкурсах і фестивалях міського, обласного та міжнародного рівня. 32 керівники колективів мають численні нагороди за професійну діяльність.

## Програма щорічних заходів Палацу
Більшість заходів, що проводиться в Палаці, має традицію повторюватися для нових студентів з року в рік. Число різних культурно-масових заходів, оголошених тут як щорічні, на теперішній час досягло вже майже 200, а загальна кількість їхніх глядачів та учасників — майже 90 тисяч.
Найпопулярніші щорічні заходи, організовані безпосередньо активом Палацу:
- Посвята у студенти

- Новорічний бал для студентів

- Випускний бал фахівців

- Першоквітневий фестиваль гумору

- Фестиваль духовної музики «Дзвін пасхальний»

- Урочисто-траурний мітинг, присвячений Дню Перемоги

- Парад та випускний бал магістрів

Ряд популярних заходів актив Палацу проводить також спільно з іншими органами студентського життя ХПІ, такими як ректорат, профкоми студентів і співробітників, орган студентського самоврядування «Студентський альянс», факультети та кафедри вузу:
- Дні факультетів і кафедр

- Дні відкритих дверей

- Відкриття Спартакіади НТУ «ХПІ»

- Фестивалі-конкурси «Старт дає Політех», «Зоряна планета Політех», «Міс ХПІ»

- Свята іноземних земляцтв НТУ «ХПІ»

- Ігри Ліги КВК «Політехнічна»

- Фестиваль гумору «Веселий Політехнік»

- Творчі звіти провідних колективів

та інші.

## Відомі учасники Палацу
Палац Студентів ХПІ для багатьох своїх учасників відкрив дорогу в професійне мистецтво. Серед них:
- Інін (Гуревич) Аркадій Якович (н. 1938) — випускник ХПІ, письменник, драматург, публіцист

- Фокін, Володимир Петрович (н. 1945) — випускник ХПІ, кінорежисер

- Харченко Валерій Миколайович — випускник ХПІ, режисер, актор, сценарист[4]

- Мамут Євген Шамаєвич — випускник ХПІ, розробник технічних і візуальних засобів в кінематографі, володар двох «Оскарів»[5]

- Борисова Ірина Анатоліївна (н. 1952) — художник-мультиплікатор

- Бондарєв Віталій Євгенович[6] (н. 1960) — випускник ХПІ, актор

- Черняхівський Гарій Маркович[ru] (н. 1944) — випускник ХПІ, режисер, актор, продюсер

- Правдюк Юрій Олексійович[7] — засновник «світложивопису» («світломузики»)

- Гунін Борис Григорович[8] — директор Владимирського академічного обласного театру драми

Багато хто з керівників колективів Палацу отримали звання заслужених артистів, наприклад, А. Польшин, В. Палкін, О. Литвиненко, З. Приходько, Г. Закірова, М. Молдовський, В. Золотарьов, А. Булісов, А. Литвинов, Т. Прево, З. Довжанська, І. Крючек та інші.
Світовий вплив і славу отримав винахід учасником Палацу Ю. А. Правдюком великого нового напряму в «світложивопису». Про нього у зв'язку зі внеском у це мистецтво згадувалося в Великої Радянської Енциклопедії. Для реалізації світложивопису Правдюк пустив в хід винайдений ним же прилад — «латерну», який і донині представлений в експозиції Музею сучасного мистецтва (Нью-Джерсі, США).
Ще більша кількість відомих людей співпрацювало з Палацом короткочасно. У радянський час проводити майстер-класи з популярним тоді театром тіней і пантоміми «Силует» сюди приїжджав навіть Марсель Марсо.
Найбільше число зірок радянської та світової естради познайомилося з Палацом завдяки найпопулярнішому з проведених тут щорічних фестивалів — «Гуморині». Вона була введена в 1977 році за зразком Одеської «Гуморини», тільки, на відміну від Одеси, проводилася не один день, а десять. На цій «Гуморині» в різні роки побувало багато зірок радянського гумору, такі, як, наприклад, бард-гуморист Леонід Сергєєв і головний редактор телепередачі «Веселі хлоп'ята» Андрій Книшев.
Крім того, дійсний тут Кіноклуб цікавих зустрічей у свій час організував зустрічі з рядом зірок радянського кіно — з такими, як В'ячеслав Тихонов, Євген Матвєєв, Євген Моргунов, Юрій Нікулін, Євген Лєонов, Георгій Жжонов, Євген Жаріков, Наталя Гвоздікова, Наталя Фатєєва та інші.
З відомих колективів в першу чергу слід виділити хоровий колектив і групу «Єдність», які зайняли почесні місця на XII Всесвітньому фестивалі молоді і студентів у Москві.